# Anicetus toumeyellae
Anicetus toumeyellae is een vliesvleugelig insect uit de familie Encyrtidae. De wetenschappelijke naam is voor het eerst geldig gepubliceerd in 1959 door Milliron.